# Of, Thổ Nhĩ Kỳ
Of là một huyện thuộc tỉnh Trabzon, Thổ Nhĩ Kỳ. Huyện có diện tích 178 km² và dân số thời điểm năm 2007 là 43293 người, mật độ 243 người/km².